# Временска вишенитна обрада
Временска вишенитна обрада је једна од две главне форме вишенитне обраде која може бити имплементирана на рачунарском процесору, док је друга симултана вишенитна обрада. Разлика између њих је максимални број нити које се могу истовремено извршавати у било којој фази проточне обраде у датом инструкцијском циклусу. Код временске вишенитне обраде је једна, док је код симултане више од једне.

## Варијације
Постоји пуно могућих варијација временске вишенитне обраде, али већина може бити класификована у две подформе: грубу и фину.
- Код грубе временске вишенитне обраде, проточна обрада процесора садржи само по једну нит. Процесор мора ефективно да изводи брзу промену контекста пре извршења друге нити. Ова брза смена контекста се назива и смена нити. Може али и не мора бити додатних губитака циклуса током смене.

Постоји више могућих варијација грубе временске вишенитне обраде, које се углавном односе на алгоритам који одређује тренутак промене нити. Овај алгоритам може бити базиран на једном или више различитих фактора, укључујући број циклуса, промашаје у кешу, и правичност.
- Код фине временске вишенитне обраде,[2] проточна обрада процесора може садржати вишеструке нити, где се смене контекста дешавају између фаза проточне обраде (нпр. код цилиндричних процесора). Ова форма вишенитне обраде може бити скупља од грубе форме јер ће извршни ресурси који се простиру на више фаза проточне обраде морати да раде са вишеструким нитима. Такође доприноси цени и чињница да овај дизајн не може бити оптимизован око концепта "позадинских" нити – било која од хардверски имплементираних конкурентних нити може захтевати да њено стање буде читано/писано у било ком циклусу.

## Поређење са симултаном вишенитном обрадом
У било којој својој форми, временска вишенитна обрада је на много начина слична симултаној. Као код симултаног процесора, хардвер мора да складишти цео скуп стања по конкурентној имплементираној нити. Такође мора да очува илузију да дата нит има процесорксе ресурсе само за себе. Алгоритми правичности морају бити укључени у оба типа вишенитне обраде ради спречавања доминације једне нити над процесором и ресурсима.
Временска вишенитна обрада има предност над симултаном у томе што се процесор мање загрева; међутим, дозвољава да се само једна нит извршава у једном тренутку.